# Magdeburger Verkehrsbetriebe
Die Magdeburger Verkehrsbetriebe (kurz MVB) sind ein Nahverkehrsunternehmen in Magdeburg, das auch die Gemeinde Biederitz bedient. Es betreibt ein 143 Kilometer langes Gleisnetz, auf dem 9 Straßenbahnlinien und 14 Stadtbuslinien (im Nachtverkehr zwei Straßenbahnlinien und sieben Nachtbuslinien) verkehren. Im Oktober setzte das Unternehmen 103 Straßenbahnfahrzeuge (davon 11 Beiwagen) und 67 Busse ein.
Das Unternehmen verfügt über drei Betriebshöfe (Straßenbahn: Nord, Südost; Bus: Kroatenwuhne). Hinzu kommen eine Straßenbahn-Hauptwerkstatt in Brückfeld sowie ein historisches Straßenbahndepot in Sudenburg.

## Geschichte

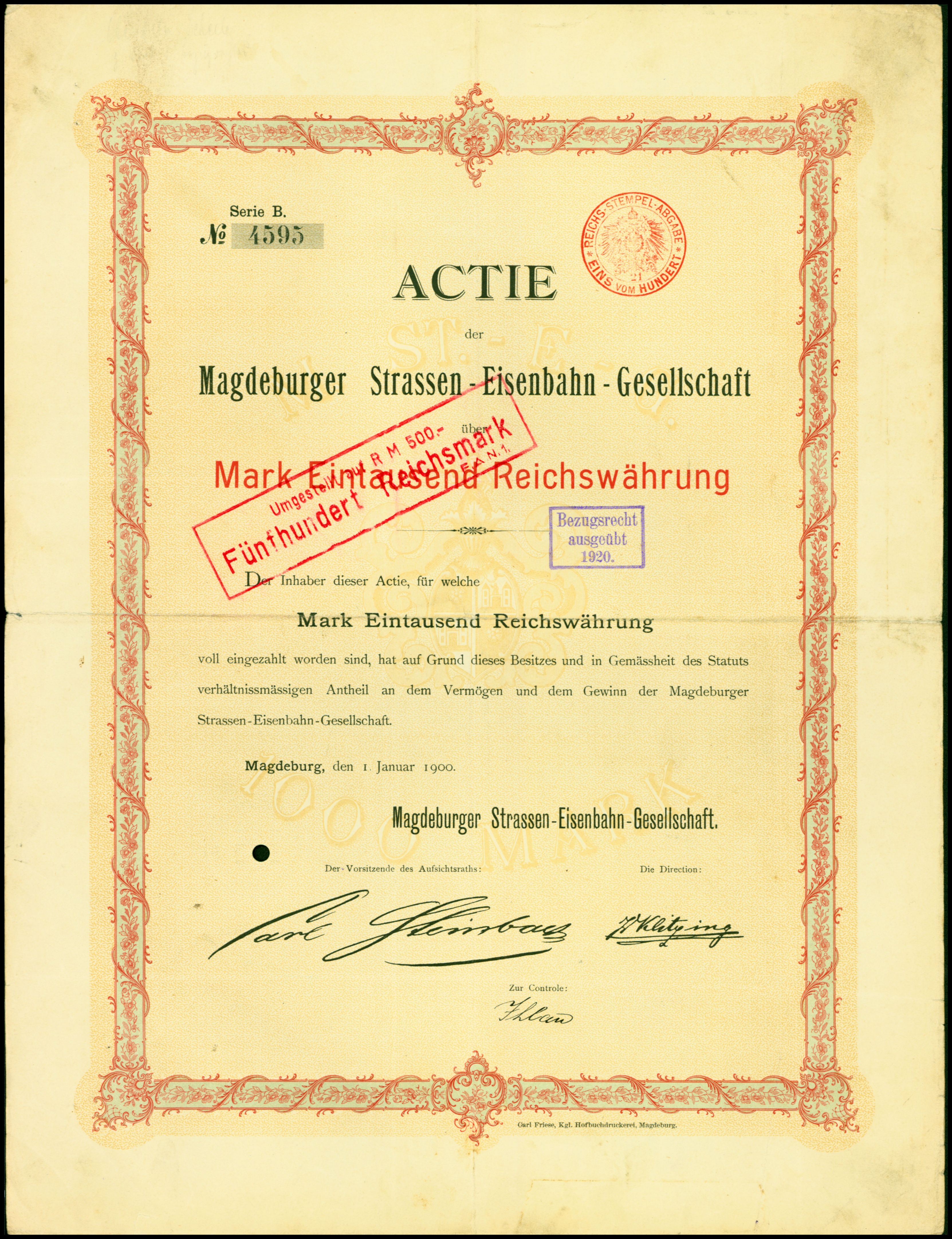
Aktie über 1000 Mark der Magdeburger Strassen-Eisenbahn-Gesellschaft vom 1. Januar 1900

Ab Jahr 1877 eröffnete die Magdeburger Pferde-Eisenbahn-Gesellschaft den Betrieb von bis zu drei Linien in Nord-Süd-Richtung. Zur Ausweitung des Angebots in die westlichen und östlichen Stadtteile kam es nicht, da die Bedingungen der Stadt an den Bau der Strecke nicht akzeptiert wurden. Aus diesem Grund erfolgt die Eröffnung dieser Strecken durch die neu gegründete Magdeburger Trambahn-Aktien-Gesellschaft. Zwischen 1886 und 1900 verkehrte eine Dampfstraßenbahnlinie zum Herrenkrug. Beide Unternehmen werden 1897 vereinigt und mit der beginnenden Elektrifizierung aller Strecken wird 1899 die Magdeburger Straßen-Eisenbahn-Gesellschaft (MSEG) als Nachfolgeunternehmen gegründet.
Zur Erschließung abgelegener Stadtteile sowie der Stadt Schönebeck erfolgte 1912 die Gründung der Magdeburger Vorortbahnen AG, die Betriebsaufnahme der Strecke erfolgte jedoch erst ab 1921 aufgrund der Wirren des Ersten Weltkriegs. Bereits 1923 wurde die Verwaltung mit der MSEG vereinigt. Erst nach dem Zweiten Weltkrieg erfolgte die endgültige Verschmelzung beider Gesellschaften.
Zur Erschließung weiterer Stadtteile mit nicht ganz hohem Fahrgastpotential wurden ab 1929 die ersten Buslinien eingerichtet. Wie viele deutsche Städte hatte auch Magdeburg zum Kriegsende 1945 schwere Zerstörungen zu erleiden, auch die folgenden Jahre brachten aufgrund der schlechten Versorgungslage keine tiefgreifenden Modernisierungen in Anlagen und Wagenpark. Einige Strecken in der Altstadt und Alten Neustadt wurden nicht wieder in Betrieb genommen.
Nachdem die MSEG bereits 1938 in Magdeburger Straßenbahn-AG umbenannt wurde, erfolgte 1951 die Umwandlung in VEB (K) Magdeburger Verkehrsbetriebe (MVB). Nach vierzig Jahren volkseigenem Betrieb wurden die Verkehrsbetriebe 1991 wieder zu einer Aktiengesellschaft. Aus dieser entstand 1999 die jetzige GmbH.

Liniennetzplan (2021)

Ab Mitte der 60er Jahre erfolgte die Einstellung der Strecken zum Industriegelände, nach Schönebeck sowie in den Herrenkrug, diese wurden durch Busse beziehungsweise die S-Bahn ersetzt. Aufgrund stark gestiegener Ölpreise Mitte der 70er und Anfang der 80er Jahre sowie der Errichtung großer Plattenbaugebiete erfolgte ab 1975 ein starker Ausbau der Magdeburger Straßenbahn in die Stadtteile Neu Olvenstedt und Neustädter See, zudem erfolgte 1983 die Reaktivierung der Strecke in den Herrenkrug. Zeitgemäße Fahrzeuge von den Typen T4D ab 1969 und T6A2 ab 1989 wurden beschafft. Zahlreiche Buslinien wurden durch Straßenbahnen ersetzt oder ersatzlos stillgelegt. Zwischen 1983 und 1989 erfolgte sogar ein Gütertransport von PKW, um Kraftstoff einzusparen.
Im Jahr 2006 wurden zwei Buslinien an die Verkehrsgesellschaft Magdeburg Umland mbH, einem Unternehmen je zur Hälfte der MVB und der Vetter GmbH, vergeben. Die Busse blieben dabei Eigentum der MVB und wurden zu diesem Zweck vermietet. Zur Ausweitung der Fremdvergaben wurde am 1. Januar 2007 wurde die 100%ige Tochtergesellschaft Magdeburger Verkehrsgesellschaft mbH gegründet. Diese übernahm seitdem einzelne Kurse der anderen Buslinien. Am 1. Januar 2008 wurde der operative Betrieb der Gesellschaft aber wieder beendet.
Während des Hochwassers in Mitteleuropa 2013 wurde der Betriebshof Nord in Rothensee überflutet. Der zweite große Betriebshof Südost in Westerhüsen war ebenfalls nicht erreichbar, da die Gleise dorthin überflutet waren. Die Straßenbahnen waren noch rechtzeitig in den Stadtbereich gebracht worden. Der Streckenabschnitt Südring–Westring–Europaring diente nachts als Abstellplatz und für kleinere Wartungsarbeiten. Erst im Sommer 2014 konnte der Streckenabschnitt Rothensee, in dem auch der Betriebshof Nord liegt, zumindest provisorisch wieder in Betrieb genommen werden. Am 6. September 2021 wurde der komplette Neubau des Betriebshofs Nord offiziell begonnen und soll 2027 beendet werden.

## Tagesverkehr
Seit der großen Fahrplan- und Liniennetzumstellung am 13. Juli 2015 gilt der Magdeburger Tagesfahrplan für vierzehn Bus- und neun Straßenbahnlinien werktags von 5 bis 23 Uhr. Sonntags setzt der Tagesverkehr erst um 7 Uhr ein. Zum Tagesverkehr gehören auch die beiden Fährlinien Fähre Buckau und Fähre Westerhüsen.

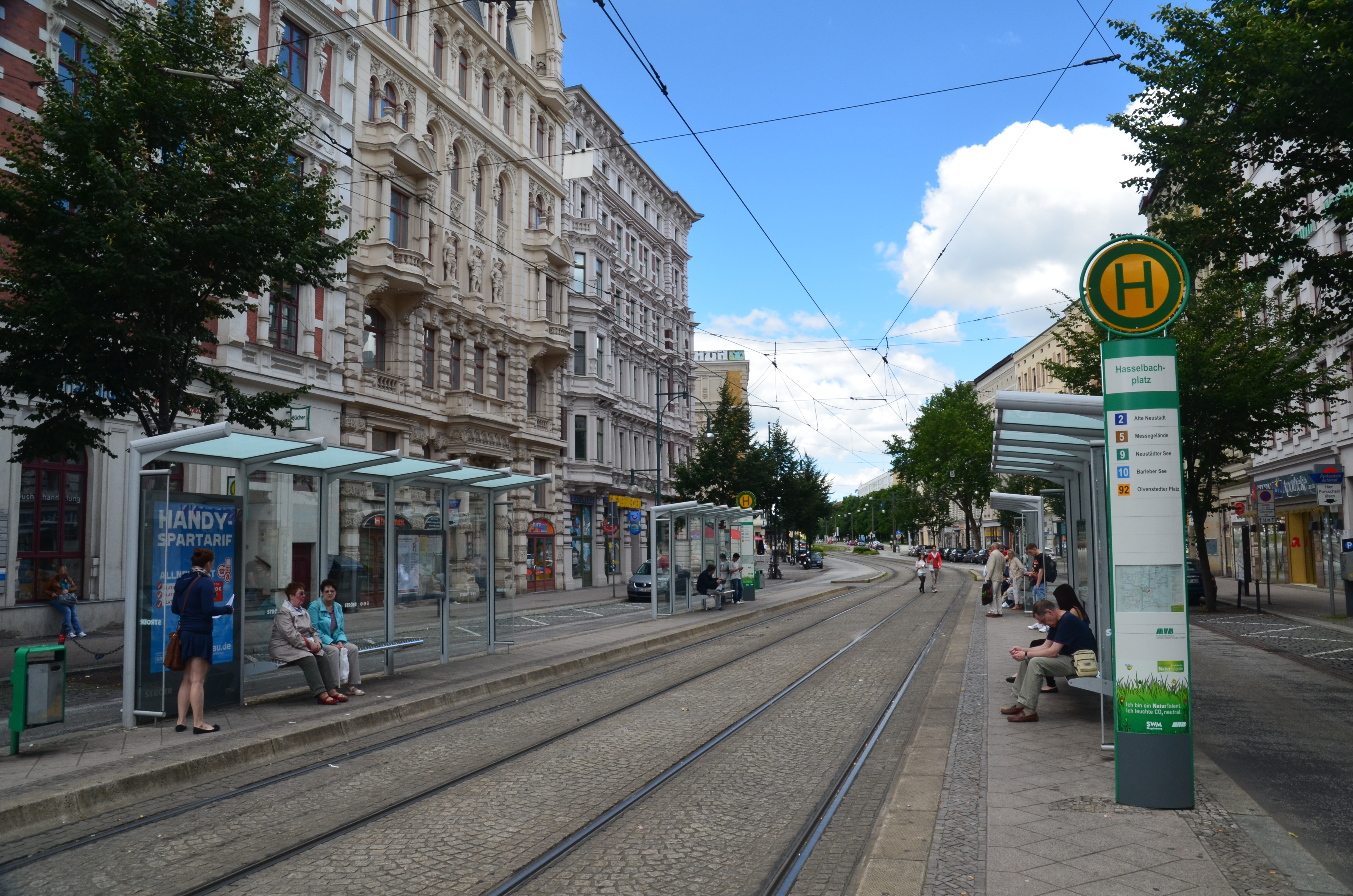
Straßenbahnhaltestelle am Hasselbachplatz

### Straßenbahn
Aufgrund der Ringbrückensperrungen über dem Damaschkeplatz, der Halberstädter Straße und der Brenneckestraße fahren die Straßenbahnlinien 1, 3, 4, 6 und 10 Umleitungen.
| Linie | Streckenverlauf mit wichtigen Haltestellen | gültig ab  | Takt Mo–Fr    | Bemerkungen / Hinweise                                                                             |
| ----- | --- | ---------- | ------------- | -------------------------------------------------------------------------------------------------- |
| 1N    | Kannenstieg – Kastanienstraße – S-Bf. Neustadt – Universität – Opernhaus – Alter Markt – City Caré – Hauptbahnhof | 11.08.2025 | 10 Minuten    | Linie verkehrt geteilt im Norden und Südwesten                                                     |
| 1S    | Sudenburg – Südring – Westring – ZOB/Adelheidring – Olvenstedter Platz (– Klinikum Olvenstedt) | 11.08.2025 | 10 Minuten    | verkehrt samstags und sonn-/feiertags bis zum Klinikum Olvenstedt, Einzelfahrten auch in der Woche |
| 2     | Westerhüsen (Betriebshof) – S-Bf. Südost – Salbker Platz – SKL – Buckau (Wasserwerk) – Hasselbachplatz – Leiterstraße – Alter Markt – Opernhaus – Universitätsbibliothek – Am Nordpark – Alte Neustadt                                                                    | 11.08.2025 | 10 Minuten    | |
| 3     | Klinikum Olvenstedt – Am Stern – Olvenstedter Platz – ZOB/Adelheidring – Arndstraße – Westring – Westfriedhof – Diesdorf | 11.08.2025 | 20 Minuten    | Verkehrt nur Mo–Fr von 5:30 bis ca. 20:30                                                          |
| 4     | Cracau – Heumarkt – Allee-Center – Hauptbahnhof/Willy-Brandt-Platz – Hasselbachplatz – Raiffeisenstraße – Südring – Westring – Europaring – Am Stern – Klinikum Olvenstedt                                                                                                | 11.08.2025 | 10 Minuten    | Umleitung zwischen Europaring und Hauptbahnhof über Raiffeisenstraße                               |
| 5     | Herrenkrug – Messegelände – Listemannstraße – Opernhaus – Alter Markt – Hasselbachplatz – S-Bf. Buckau - Raiffeisenstraße – Südring – Westring – Diesdorf | 11.08.2025 | 20 Minuten    | wochentags bis Herrenkrug                                                                          |
| 6     | Herrenkrug – Hochschule Magdeburg-Stendal – Messegelände – Arenen – Heumarkt – Allee-Center – Hauptbahnhof/Willy-Brandt-Platz | 11.08.2025 | 20 Minuten    | verkürzt bis Hauptbahnhof                                                                          |
| 8     | Westerhüsen (Betriebshof) – S-Bf. Südost – Salbker Platz – SKL – Buckau (Wasserwerk) – Hasselbachplatz – Hauptbahnhof/Willy-Brandt-Platz – City Carré – Alter Markt – Opernhaus – S-Bf. Neustadt – Kastanienstraße – Neustädter See                                       | 11.08.2025 | Einzelfahrten | nur an Schultagen                                                                                  |
| 9     | Reform – Bördepark Ost – Am Hopfengarten – Leipziger Chaussee – Universitätsklinikum – Raiffeisenstraße – Hasselbachplatz – Verkehrsbetriebe – Hauptbahnhof/Willy-Brandt-Platz – City Carré – Alter Markt – Opernhaus – S-Bf. Neustadt – Kastanienstraße – Neustädter See | 11.08.2025 | 10 Minuten    | |
| 10    | Sudenburg – Südring – Raiffeisenstraße – Hasselbachplatz – Leiterstraße – Alter Markt – Opernhaus – S-Bf. Neustadt – Kastanienstraße – Zoo – S-Bf. Eichenweiler – Betriebshof Nord                                                                                        | 11.08.2025 | 10 Minuten    | Umleitung über Raiffeisenstraße                                                                    |

Durch einen aktuellen Fahrzeugengpass können vereinzelte Abfahrten auf den Linien  2 und 10 ausfallen. Alle Fahrten, die ausfallen können, sind im Fahrplan mit einem Stern (*) gekennzeichnet. In Magdeburg verkehren noch Tatra-Fahrzeuge und werden auf den Linien 1N und 10 eingesetzt. Mit einem „T“, für Tatra, werden die Abfahrten im Fahrplan angezeigt. Ausfallende Fahrten sowie der Einsatz von Tatra-Fahrzeugen kommen nur an Wochentagen (Montag – Freitag) vor.

### Bus
Auch die Buslinie 59, sowie die Nachtbuslinien N3, N4 und N5 fahren durch die Brückensperrungen Umleitungen
| Linie | Streckenverlauf mit wichtigen Haltestellen | gültig ab   | Takt                                                        | Bemerkungen / Hinweise |
| ----- | --- | ----------- | ----------------------------------------------------------- | --- |
| 51    | Messegelände (– Arenen) – An der Lake – Heyrothsberge – Biederitz (Weidenring) | 11.08.2025  | 20 - 30 Minuten                                             | verkehrt montags – freitags zeitweise über Arenen                                                                                        |
| 52    | Kastanienstraße – Flora Park – Lorenzweg – Olvenstedter Platz – Arndtstraße (– Schlachthof) – Südring – Sudenburg – Otto-Richter-Straße – Bf. Sudenburg (– Schlachthof) – Arndtstraße – Friesenstraße – Lorenzweg – Flora Park – Kastanienstraße | 11.08 .2025 | 20 Minuten                                                  | sonntags nicht über Schlachthof kommt von/weiter als 54                                                                                  |
| 53    | Sudenburg – Am Teich – Birnengarten – Sonnenanger – Hängelsbreite – Eichplatz | 11.08.2025  | 20 Minuten                                                  | Verkehrt nur Mo – Sa |
| 54    | Sudenburg – Am Teich – Eichplatz – Osterweddinger Straße (–Werner-von-Siemens-Ring) – Bördepark West | 11.08.2025  | 16 – 24 Minuten                                             | Montag – Freitag alle 40 Minuten über Werner-v.-Siemens-Ring sonn-/feiertags über Birnengarten und Hängelsbreite kommt von/weiter als 52 |
| 56    | Randau – Calenberge – Pechau – Cracau (– Allee-Center) | 11.08.2025  | 60 Minuten                                                  | Einzelfahrten bis Allee Canter |
| 57    | Sudenburg – Lemsdorf (–Reform) – Freibad Süd – S-Bf. SKET-Industriepark – Buckau (Wasserwerk) | 11.08.2025  | 20 Minuten                                                  | Montag – Freitag zeitweise über Reform, Sonn-/Feiertags über Reform → Übergang zur Linie 58                                              |
| 58    | Sudenburg – Lemsdorf – Reform – Zentrum für Heilberufe – SKL | 11.08.2025  | 20 Minuten                                                  | sonn-/feiertags nur stündlich und nur zwischen SKL bis Reform → Übergang zur Linie 57                                                    |
| 59    | ZOB (Steig 2) – Maybachstraße – Hasselbachplatz – Stadthalle | 11.08.2025  | Einzelfahrten                                               | in Richtung Stadthalle Umleitung über Hermann-Gieseler-Halle                                                                             |
| 61    | Diesdorf – Förderanlagenbau – Sudenburg (–Friedenshöhe) | 11.08.2025  | 60 Minuten                                                  | verkehrt nur Mo – Fr verkehrt zeitweise bis Friedenshöhe                                                                                 |
| 66    | Westerhüsen (Betriebshof) – Sohlen – Beyendorf (–Reform) – Bördepark West | 11.08.2025  | 60 Minuten                                                  | zeitweise nach Reform, die Haltestellen Bördepark Ost und West entfallen dann                                                            |
| 69    | S-Bf. Neustadt – Am Stadtblick – Kritzmannstraße – Kastanienstraße – Kritzmannstraße – Akener Weg – IKEA – IKEA West | 11.08.2025  | 15 - 20 Minuten                                             | Bauarbeiten Ringfurther Weg |
| 71    | Kastanienstraße – Flora Park – Klinikum Olvenstedt – Poststraße (– Klusweg) (– Großer Silberberg) – Stephan-Schütze-Platz | 11.08.2025  | 6:45 – 8:45 und 13:00 – 15:00: 10 Minuten sonst: 20 Minuten | stündlich zum Großen Silberberg; zeitweise nur bis Klusweg; zeitweise ab Klinikum Olvenstedt direkt zum Stephan-Schütze-Platz            |
| 72    | Diesdorf – Harsdorfer Platz – Olvenstedter Platz – Friesenstraße – Lorenzweg – Scharnhorstring – Am Stern – Olvenstedter Scheid – Lorenzweg – Olvenstedter Platz – Harsdorfer Platz – Diesdorf                                                   | 11.08.2025  | 20 Minuten                                                  | 6:50 – 12:00 stündlich bis Diesdorf 12:00 – 16:10 alle 20 Minuten bis Diesdorf ab 16:10 stündlich bis Diesdorf                           |
| 73    | Olvenstedter Platz – Friesenstraße – Westernplan – Opernhaus – (Universitätsbibliothek) – Wissenschaftshafen | 11.08.2025  | 6:00 – 9:00 & 14:00 – 17:30: 10 Minuten sonst: 20 Minuten   | zeitweise nur bis Universitätsbibliothek                                                                                                 |

Stand: 7. April 2025
Im Bussektor wurden nach 1989 Linien zum Werner-von-Siemens-Ring, zum Bördepark, nach Pechau / Calenberge / Randau, über Beyendorf-Sohlen und zum Großen Silberberg neu eröffnet. Jedoch wird das Industriegelände nicht mehr durch Busse der MVB bedient. Auch eine zwischenzeitlich betriebene Linie zwischen Neustädter See und Pfahlberg verkehrt nicht mehr.
Durch den Neubau der Straßenbahnstrecken durch die Raiffeisen- und Wiener Straße zwischen 2013 und 2020 wurden die Buslinien 52 und 55 verknüpft und die Buslinie 54 bis Sudenburg eingekürzt. Die neue Straßenbahnlinie 8 soll nach und nach die Buslinie 69 vollständig ersetzen. Des Weiteren wurden seit 1989 Strecken zum damaligen Milchhof (Lerchenwuhne, 1991), auf der Achse Europaring-Westring-Südring (1992/2004) in Stadtfeld und nach Reform (2012) eröffnet.

## Nachtverkehr
Im Nachtverkehr treffen die Linien an der zentralen Umsteigehaltestelle Alter Markt aufeinander. Vor dem großen Fahrplanwechsel im Juli 2015 erfüllte diese Aufgabe die Haltestelle Damaschkeplatz/ZOB. Die Anschlusstreffen finden täglich um 23:15 Uhr, 23:45 Uhr, 00:15 Uhr, 00:45 Uhr, 01:15 Uhr, 02:15 Uhr, 03:15 Uhr und 04:15 Uhr sowie sonntags zusätzlich um 05:15 Uhr und 06:15 Uhr statt. Zusätzlich verfügt das Nachtnetz über eine weitere, aber gegenüber den anderen Linien dezentrale Rufbuslinie.

### Linienübersicht
| Linie | Streckenverlauf mit wichtigen Haltestellen | Takt          | Bemerkungen/Hinweise |
| ----- | --- | ------------- | -------------------- |
| N1    | Allee-Center – Heumarkt – Cracau – Am Cracauer Tor – Arenen – Messegelände – Herrenkrug | 30-60 Minuten | Tram                 |
| N2    | Allee-Center – Leiterstraße – Hasselbachplatz – Buckau (Wasserwerk) – SKL – Salbker Platz – S-Bf. Südost – Westerhüsen | 30-60 Minuten | Tram                 |
| N3    | Alter Markt – Hasselbachplatz – Am Fuchsberg – Südring – Sudenburg – Am Teich – Wanzleber Chaussee – Pallasweg – Reform – Lemsdorf – Salzmannstraße – Südring – Am Fuchsberg – Hasselbachplatz – Alter Markt                                                                                         | 30-60 Minuten | Bus                  |
| N4    | Alter Markt – Hauptbahnhof (N-Bus) – Hasselbachplatz – Am Fuchsberg – Leipziger Chaussee – Bördepark Ost (Ersatz) – Birnengarten – Eichplatz – Am Teich – Lemsdorf – Freibad Süd – Am Fuchsberg – Hasselbachplatz – Hauptbahnhof (N-Bus) – Alter Markt                                               | 30-60 Minuten | Bus                  |
| N5    | Alter Markt – Verkehrsbetriebe – Hasselbachplatz – Am Fuchsberg – Südring – Arndtstraße – Westring – Diesdorf | 30-60 Minuten | Bus                  |
| N6    | Alter Markt – Westernplan – Olvenstedter Platz – Am Stern – Klinikum Olvenstedt – Stephan-Schütze-Platz | 30-60 Minuten | Bus                  |
| N7    | Alter Markt – St. Petri – Universitätsbibliothek – Wasserkunststraße – Mittagsstraße – Kritzmannstraße (N-Bus) – IKEA – Klosterwuhne – Am Pfahlberg – Kannenstieg – Milchweg – IKEA – Kritzmannstraße (N-Bus) – Mittagsstraße – Wasserkunststraße – Universitätsbibliothek – St. Petri – Alter Markt | 30-60 Minuten | Bus                  |
| N8    | Alter Markt – Opernhaus – S-Bf. Neustadt – Mittagsstraße – Kastanienstraße – Zoo – S-Bf. Eichenweiler – Betriebshof Nord – Rothensee – Enercon | 30-60 Minuten | Bus                  |
| N9    | Olvenstedter Platz – Friesenstraße – Lorenzweg – Scharnhorstring – Am Stern – Olvenstedter Scheid – Lorenzweg – Olvenstedter Platz | 30-60 Minuten | Rufbus               |

## Fahrzeuge

### Straßenbahn

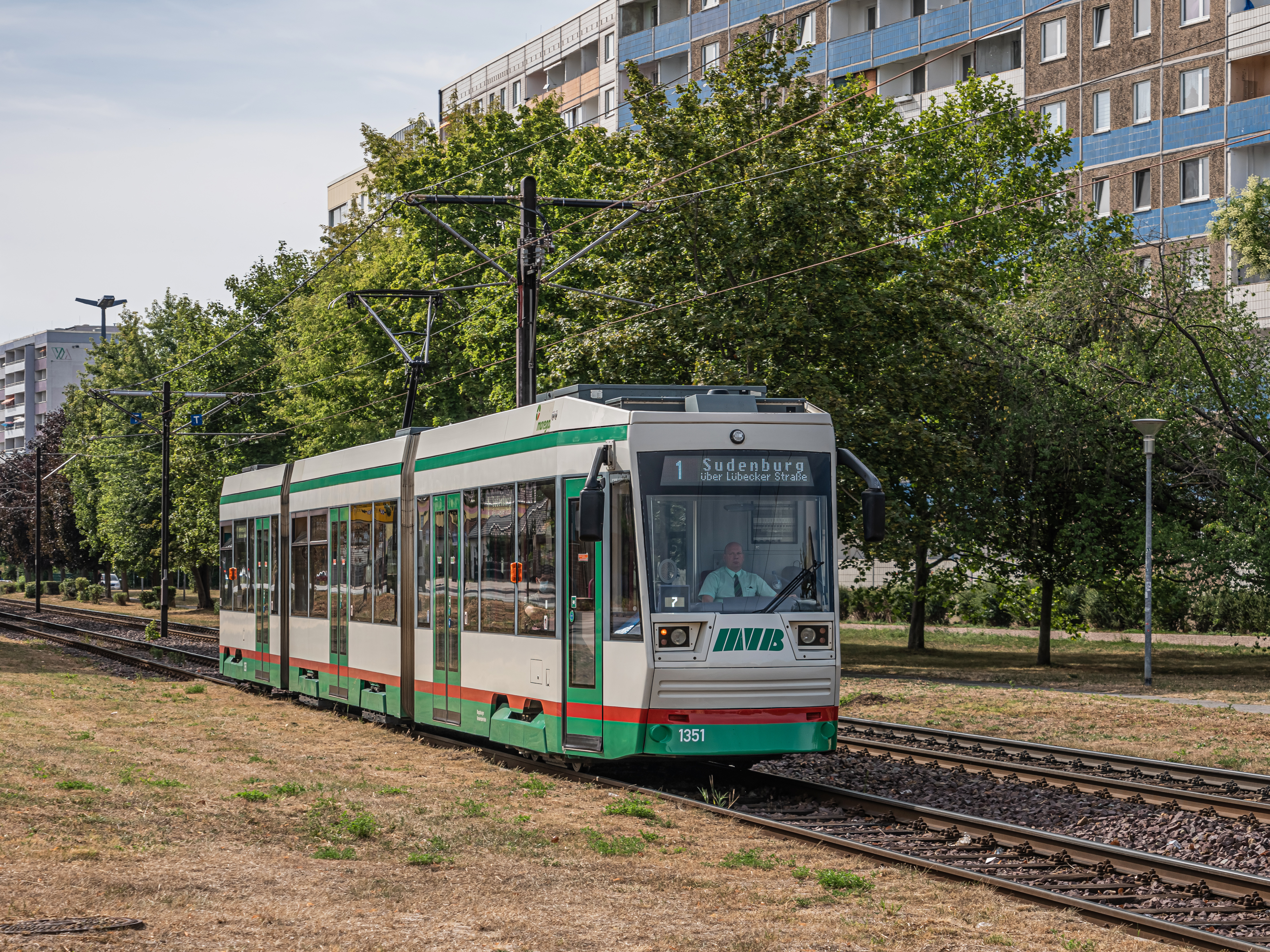
Straßenbahn in Magdeburg

In Magdeburg verkehren derzeit 83 Niederflurstraßenbahnen vom Typ NGT8D, davon 25 aus der ersten Generation (Wagennummern 1301 bis 1325), 28 aus der zweiten Generation (1326 bis 1353) und 19 aus der dritten Generation (1354 bis 1372). Die Indienststellung der vierten Generation (Wagennummer 1373 bis 1383) begann im Herbst 2012 und wurde Anfang 2013 abgeschlossen. Die ersten 11 Fahrzeuge verkehren seit 2011 mit modernisierten Beiwagen des Typs B6A2M, die aus Berlin übernommen wurden, um eine höhere Kapazität zu erreichen. Die Niederflurtriebwagen sind seit 1995 im Einsatz. Bereits seit 2002 verkehren am Wochenende und an Feiertagen nur Niederflurfahrzeuge.
Zudem verkehren seit dem 27. August 2020 auch 8 Fahrzeuge des Typs Tatra KT4D durch die Landeshauptstadt. Diese wurden von den Berliner Verkehrsbetrieben übernommen.
Die MVB planen ab 2024 35 neue Straßenbahnen (NGT10D) mit einer Länge von 38 Metern zu beschaffen und so die letzten Tatrabahnen und die Niederflurzüge der ersten Lieferserie zu ersetzen. Das erste Fahrzeug wurde am 21. September 2024 am Hauptbahnhof der Öffentlichkeit vorgestellt.

### Bus
Die Standard-Busflotte der MVB besteht aus 32 Niederflur-Gelenkbussen (MAN Lion´s City 18 Efficient Hybrid und Solaris Urbino 18), 32 Niederflur-Standardbussen (MAN Lion´s City 12 Efficient Hybrid und Solaris Urbino 12) und zwei Minibussen (Mercedes-Benz Sprinter City). Für Stadtrundfahrten und Sonderfahrten steht außerdem ein MAN-Doppeldeckerbus bereit.

## Tochterunternehmen
An folgenden Unternehmen ist die MVB beteiligt:
- Magdeburger Weiße Flotte GmbH (100 %; 0,15 Mio. EUR)
- Magdeburger Verkehrsgesellschaft mbH (100 %; 0,025 Mio. EUR)
- Mitteldeutsche Verkehrsflächen- und Verkehrsmittelreinigungs GmbH (51 %; 0,053 Mio. EUR)
- Mitteldeutsche Verkehrsconsult GmbH (50 %; 0,02 Mio. EUR)
- Sport- und Surfclub Dierhagen Strand GmbH & Co. KG (26 %; 0,271 Mio. EUR)
- Sport- und Surfclub Dierhagen Strand Verwaltungs GmbH (26 %; 0,006 Mio. EUR)
- Einkaufs- und Wirtschaftsgesellschaft für Verkehrsunternehmen mbH (1 %; 0,003 Mio. EUR)